# Guatemala na Letních olympijských hrách 2012
Guatemala se účastnila Letní olympiády 2012. Zastupovalo ji 19 sportovců (12 mužů a 7 žen) v 11 sportech.

## Medailisté
| Medaile | Jméno          | Sport    | Soutěž           |
| ------- | -------------- | -------- | ---------------- |
| Stříbro | Erick Barrondo | Atletika | Muži chůze 20 km |